# アロノーマティビティ
アロノーマティビティ（英語: allonormativity）とは、すべての人間が性的魅力と恋愛的魅力を経験するものであるという概念である。アロノーマティビティは、強制的性愛や、独身の個人に対して性的関係を特権化したり奨励したりする社会システムや社会構造を支持する力となっている。
アロノーマティビティという用語は、異性愛が規範的なセクシュアリティであるという考えである異性愛規範の拡張だと考えられる。この用語は、社会、メディア、および学問的言説の中で、アセクシュアルやアロマンティックの個人の病理化、抹消（erasure）、非人間化などを議論するときによく使用される。

## 語源
allonormativity（アロノーマティビティ）は、allosexual（アロセクシュアル）から派生した語である。allosexualは、古代ギリシア語の接頭辞allo-（differentまたはotherを意味する）と-sexual（自己の外側の対象に向けられた魅力）からなる。 2番目の要素であるnormativity（規範性）は、アロセクシュアルを通常または望ましいものとみなす社会的な世界観を指す。

## 影響
アロノーマティビティは、定義上、人間の中にアセクシュアルのアイデンティティが存在することを否定している。そのため、アセクシュアルの個人がアロノーマティブな社会で育った場合、アセクシュアルについて知る前、あるいは知った後であっても、自分が壊れていたり隔離されていると感じてしまう可能性がある。
アロノーマティビティはアセクシュアルを逸脱しているとして示すため、アセクシュアルの人々の病理化や、アセクシュアルの人々に対する差別に寄与してしまう。